# 希利亚诺
希利亚诺（義大利語：Scigliano），是意大利科森扎省的一个市镇。总面积17平方公里，人口1397人，人口密度82.2人/平方公里（2009年）。ISTAT代码为078139。